# Бучник (Поморське воєводство)
Бучник (пол. Bucznik) — село в Польщі, у гміні Старий Дзежґонь Штумського повіту Поморського воєводства.
Населення — 87 осіб (2011).
У 1975-1998 роках село належало до Ельблонзького воєводства.

## Демографія
Демографічна структура станом на 31 березня 2011 року:
|          | Загалом | Допрацездатний вік | Працездатний вік | Постпрацездатний вік |
| -------- | ------- | ------------------ | ---------------- | -------------------- |
| Чоловіки | 42      | 14                 | 26               | 2                    |
| Жінки    | 45      | 12                 | 26               | 7                    |
| Разом    | 87      | 26                 | 52               | 9                    |